# Philisca hahni
Philisca hahni là một loài nhện trong họ Anyphaenidae.
Loài này thuộc chi Philisca. Philisca hahni được miêu tả năm 1884 * bởi Eugène Simon.